# سيباستيان شنايدر
سيباستيان شنايدر (بالإسبانية: Sebastian Schneider)‏ هو مغني وملحن أرجنتيني، ولد في 28 يوليو 1982.

## وصلات خارجية
- الموقع الرسمي